# Maryjska Fabryka Maszyn

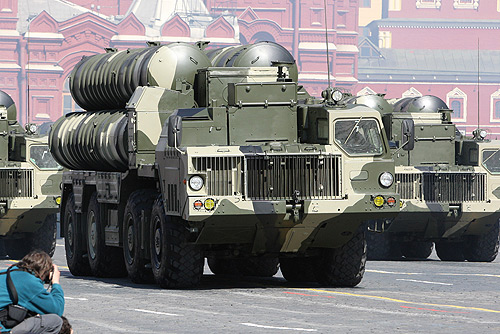
Zestaw przeciwlotniczy S-300W

Maryjska Fabryka Maszyn (ros. ОАО «Марийский машиностроительный завод») – rosyjskie przedsiębiorstwo przemysłu zbrojeniowego z siedzibą w mieście Joszkar-Oła, największe przedsiębiorstwo republiki Mari El. Specjalizuje się w produkcji stacji radiolokacyjnych i systemów kierowania do rakietowych systemów przeciwlotniczych ziemia-powietrze. Poza produkcją dla wojska zakłady produkują sprzęt rolniczy oraz wyposażenie stacji benzynowych.

## Historia
Przedsiębiorstwo powstało w 1939 roku jako filia Moskiewskich Zakładów Optycznych. Początkowo w zakładach produkowano sprzęt optyczny - głównie celowniki artyleryjskie oraz dalmierze. W późniejszych latach podjęto produkcję systemów radiolokacyjnych i układów kierowania do rakietowych systemów przeciwlotniczych. Zakłady wchodzą w skład koncernu PWO Almaz-Antej.

## Produkcja
W zakładach produkowano seryjnie układy kierowania i stacje radiolokacyjne do następujących zestawów przeciwlotniczych:
- system rakiet ziemia-powietrze dalekiego zasięgu 2K11 Krug,
- system przeciwlotniczy S-75,
- system kierowanych rakiet ziemia–powietrze Kub,
- system kierowanych rakiet ziemia-powietrze Buk,
- rakietowy system przeciwlotniczy S-300W,